# Galoli
Le galoli est une langue austronésienne parlée au Timor oriental. Il appartient à la branche malayo-polynésienne des langues austronésiennes.

## Phonologie
Le tableau montre les consonnes du galoli.

### Consonnes

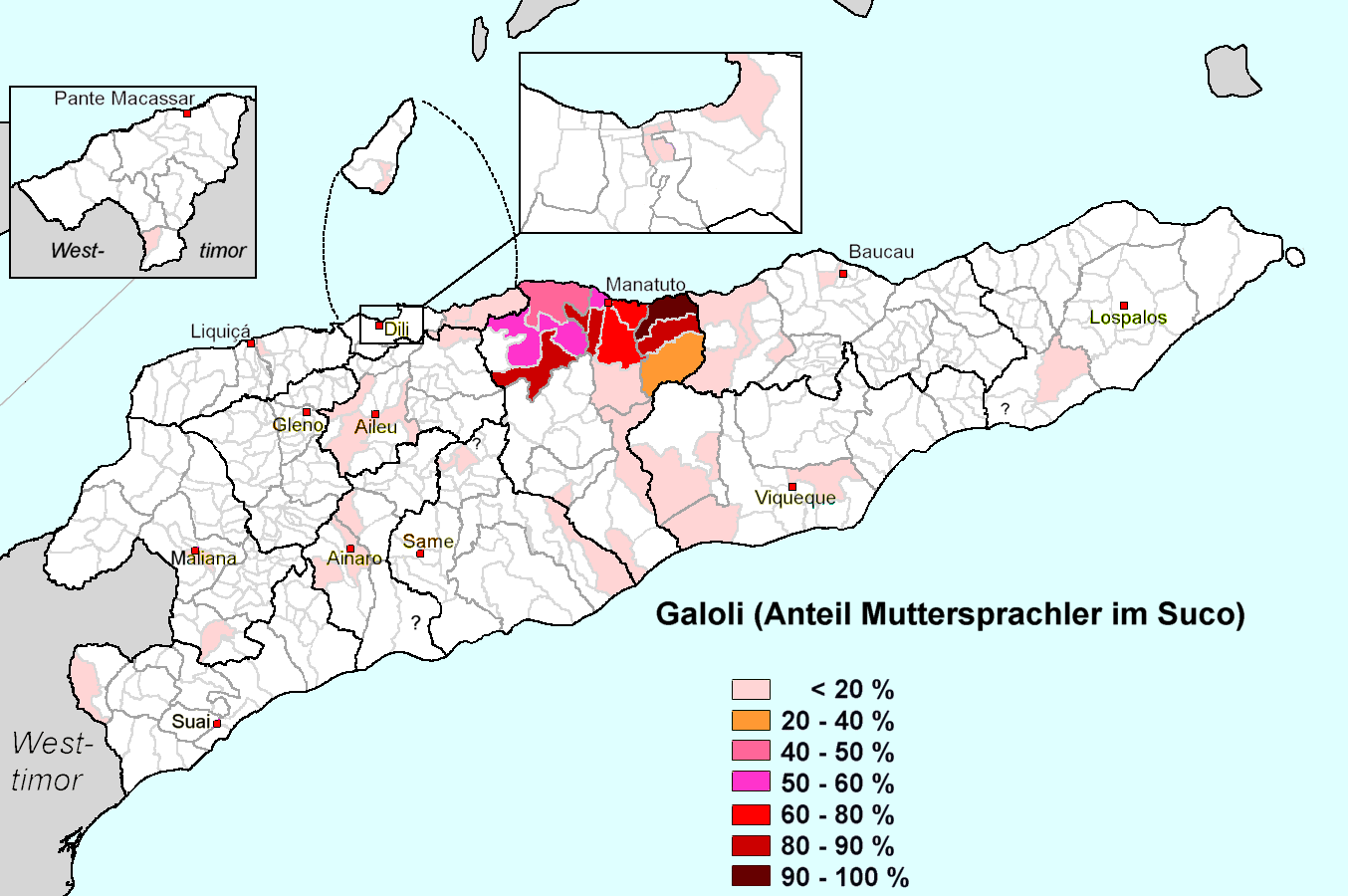

|            |            | Bilabiale | Dentale | Latérale | Vélaire | Glottale |
| ---------- | ---------- | --------- | ------- | -------- | ------- | -------- |
| Occlusives | Sourdes    |           | t [t]   |          | k [k]   | ʔ [ʔ]    |
| Occlusives | Sourdes    | b [b]     | d [d]   |          | g [g]   |          |
| Fricatives | Fricatives |           | s [s]   |          |         | h [h]    |
| Nasales    | Nasales    | m [m]     | n [n]   |          |         |          |
| Liquides   | Liquides   |           | r [r]   | l [l]    |         |          |

## Sources
- (en) Donohue, Mark, The Papuan Language of Tambora, Oceanic Linguistics, 46:2, pp. 520-537, 2007.